# Старожиловское благочиние

Старожиловское благочиние — благочиннический округ Рязанской епархии. Границы округа совпадают с границами Старожиловского района Рязанской области. На 2011 год в благочиние 7 храмов4 из которых являются объектами культурного наследия Российской Федерации.
| Изображение | Название                                  | Местное название     | Дата постройки | Населенный пункт | Состояние | Примечание |
| ----------- | ----------------------------------------- | -------------------- | -------------- | ---------------- | --- | ---------- |
|             | Церковь Апостолов Петра и Павла           | Петро-Павловская     | 1892           | Старожилово      | О дате закрытия храма сведений не обнаружено. Объект культурного наследия № 6210167018                                                                              |            |
|             | Церковь Рождества Христова                | Христорождественская | 1906           | Букрино          | действует | [ 3 ]      |
|             | Церковь Рождества Христова                | Христорождественская | 1899           | Гребнево         | |            |
|             | Церковь Рождества Христова                | Христорождественская | 1816           | Истье            | В 1940 г. церковь числилась действующей, однако службы в ней не проводились с 1932 года. Объект культурного наследия № 6210163004                                   | [ 4 ]      |
|             | Церковь Преображения Господня             | Преображенская       | 1761           | Столпцы          | На 15 сентября 1940 г. церковь числилась действующей и юридически не закрытой, хотя служба в ней не проходила с 1938 года. Объект культурного наследия № 6200380000 | [ 5 ]      |
|             | Церковь Усекновения Главы Иоанна Предтечи | Предтеченская        |                | Хрущёво          | |            |
|             | Церковь Николая Чудотворца                | Никольская           | 1870           | Чернобаево       | В 1940 г. церковь считалась действующей, так как юридически не была закрыта. Служба в ней не проводилась с 1932 г. Объект культурного наследия № 6200000941         | [ 6 ]      |
|             |                                           |                      |                |                  | |            |